# 斑点马鲛
斑点马鲛又名台灣馬加鰆（学名：Scomberomorus guttatus）为輻鰭魚綱鱸形目鯖亞目鲭科马鲛属的鱼类，俗名马鲛、白北、白腹魚。分布于印度尼西亚、印度、马来半岛、澳大利亚以及中国南海、台湾海峡、东海等海域，棲息深度15-200公尺，属于近海暖水性中上层鱼类，本魚腹鰭間的突起小而兩裂，泳鰾不存在，身體完全地覆蓋著小鱗片，側線有在前三分之一中背面而且腹地延伸的許多附加的分支，對於尾柄彎曲下來，側邊銀白色與圓深褐色的斑點的幾排散佈於大約三不規則的列沿著側線，第一背鰭薄膜黑色，背鰭硬棘15-18枚，背鰭軟條18-24枚，臀鰭軟條19-23枚，脊椎骨47-52個，體長可達76公分。该物种的模式产地在印度特兰克巴尔。棲息在沿海水質混濁水域，會進行迴游，屬肉食性，以魚類、甲殼類、烏賊等為食，為高經濟價值的食用魚及遊釣魚。

## 漁業

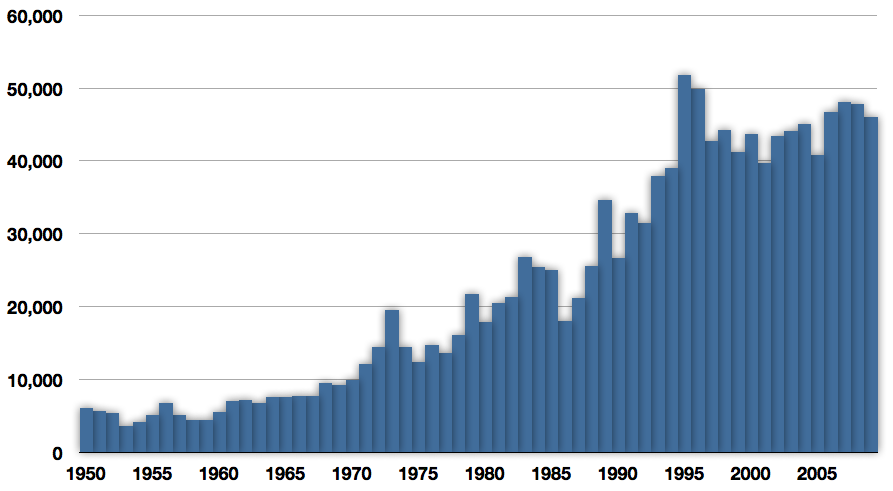
1950年至2009年台灣馬加鰆之商業捕撈量(噸)

## 外部連結
- 维基共享资源上的相關多媒體資源：斑点马鲛
- 維基物種上的相關：斑点马鲛
- 联合国粮农组织网站上有关斑点马鲛的 （页面存档备份，存于）
- 《中国生物物种名录》中有关斑点马鲛的信息 （页面存档备份，存于）（简体中文）
- 中国自然标本馆中的斑点马鲛卡 （页面存档备份，存于）（简体中文）